# Herb Grudziądza
Herb Grudziądza – jeden z symboli miejskich Grudziądza w postaci herbu.

## Wygląd i symbolika
Herb Grudziądza o srebrnym polu herbowym przedstawia czerwone mury miejskie z blankami, na których stoi biskup w złotych szatach liturgicznych. Biskup trzyma w prawej ręce miniaturę kościoła, w lewej – pastorał. Stoi w czarnej, otwartej bramie zamku, koloru czerwonego, z dziewięcioma wieżyczkami nakrytymi daszkami. Na szczycie każdego z nich znajduje się flaga koloru złotego.
Herb nawiązuje do Chrystiana z Oliwy – biskupa misyjnego Prus i założyciela Grudziądza – oraz zamku krzyżackiego.

## Historia
Dawnym herbem miasta była czarna głowa tura (wizerunek ten jest używany w herbie powiatu grudziądzkiego). Wizerunek herbowy z biskupem w bramie miejskiej widoczny był na pieczęciach miejskich począwszy od XIII wieku i był sukcesywnie rozbudowywany. Herb zatwierdzono 18 czerwca 1937, następnie 28 listopada 2012.

## Kontrowersje
W 2012 z herbu usunięto szaty pontyfikalne biskupa oraz znak krzyża. Zdaniem Krzysztofa Mikulskiego w herbie Grudziądza budowla powinna dochodzić do skraju tarczy. Ponadto, według opisu z 1937 r., dodatkowe okna w bocznych wieżach należy usunąć. Herb powinien być również spójny stylistycznie, tzn. postać biskupa jest wyobrażona przestrzennie, bez czarnych obrysów konturowych, za to obwiedziona niemożliwą do przyjęcia poświatą. Na uwagę zasługuje także tarcza herbowa, bowiem we współczesnej heraldyce samorządowej stosuje się tzw. tarczę hiszpańską, zaokrągloną u dołu. Nielogiczne są także elementy chorągiewek. Część z nich kieruje się w prawo, a inne w lewo. Innym problemem jest sylwetka kościoła trzymanego przez biskupa, która obecnie przypomina bardziej relikwiarz lub kielich.

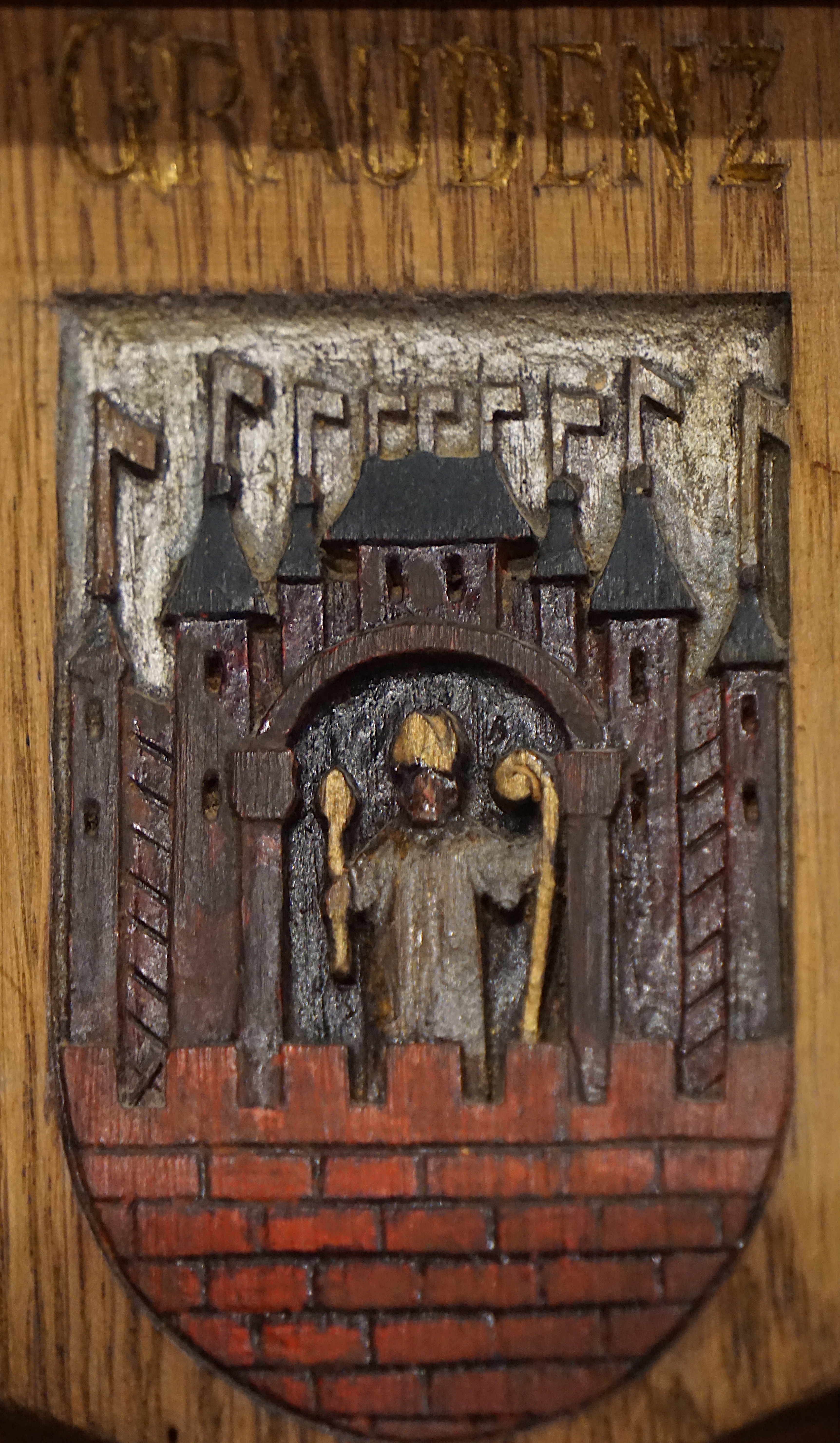
Herb Grudziądza w sali plenarnej staromiejskiego ratusza w Gdańsku
Herb Grudziądza do 2012 roku
Chorągiew komturii grudziądzkiej spod Grunwaldu